# ジョン・ウォロップ (初代ポーツマス伯爵)
初代ポーツマス伯爵ジョン・ウォロップ（英語: John Wallop, 1st Earl of Portsmouth、1690年4月15日 – 1762年11月22日）は、グレートブリテン王国の政治家、貴族。

## 生涯
ジョン・ウォロップ（John Wallop）とアリシア・ボーレイス（Alicia Borlase、ウィリアム・ボーレイスの娘）の三男として、1690年4月15日に生まれた。1707年10月30日に兄ブルエット（Bluett）から家領を継承した後、1708年にイートン・カレッジで、1708年から1709年までジュネーヴ大学で教育を受けた後、1710年にグランドツアーに出てイタリアとドイツを旅した。また、1708年に志願兵としてにアウデナールデの戦いに参戦した。
1715年イギリス総選挙でホイッグ党の候補としてハンプシャー選挙区から出馬、当選を果たした（アンドーヴァー選挙区でも当選したが、ハンプシャー選挙区の代表として議員を務めることを選択した）。アンドーヴァー近くに領地を所有したため、アンドーヴァー選挙区で1議席を掌握したという。
1717年のホイッグ党分裂で第3代サンダーランド伯爵チャールズ・スペンサーに味方したため、見返りとして同年4月に下級大蔵卿（Lord of Treasury）の1人に任命された。しかし、議会では便宜的国教徒禁止法と教会分裂阻止法の廃止法案（1719年）で野党側として投票した。1720年にロバート・ウォルポールが政権を握ると同年6月に下級大蔵卿を解任されたが、その補償として1720年6月11日にグレートブリテン貴族であるサウサンプトン州におけるリミントン子爵とファーリー・ウォロップのウォロップ男爵に叙された。1732年から1734年まで北トレント巡回裁判官を務めた。
ハンプシャー選挙区における与党側の選挙活動を管理した第3代ボルトン公爵チャールズ・ポーレットが1733年に野党に転じると、リミントン子爵はその後任としてハンプシャー統監とハンプシャー海軍次官に就任、1734年にはワイト島総督とワイト島海軍次官にも就任した。
1742年にウォルポール内閣が倒れると全ての役職から解任されたが、その補償として1743年4月11日にグレートブリテン貴族であるサウサンプトン州におけるポーツマス伯爵に叙された。1746年、ワイト島総督とワイト島海軍次官に再び任命された。
1755年10月1日、オックスフォード大学よりD.C.L.の学位を授与された。
1762年11月22日に死去、ファーリー・ウォロップで埋葬された。長男ジョンに先立たれたため、孫ジョンが爵位を継承した。

## 家族
1716年5月20日、ブリジット・ベネット（Bridget Bennet、1696年9月3日洗礼 – 1738年10月12日、初代タンカーヴィル伯爵チャールズ・ベネットの娘）と結婚、6男4女をもうけた。
- ジョン（1718年 – 1749年） - 庶民院議員。第2代ポーツマス伯爵ジョン・ウォロップの父
- チャールズ（1722年 – 1771年） - 庶民院議員
- ブルエット（1726年 – 1749年） - 庶民院議員

1741年6月4日、エリザベス・グリフィン（Elizabeth Griffin、1691年11月30日洗礼 – 1762年8月13日、第2代グリフィン男爵ジェームズ・グリフィンの娘）と再婚した。

## 関連図書
- Norgate, Gerald le Grys (1899). "Wallop, John (1690-1762)" . In Lee, Sidney (ed.). Dictionary of National Biography (英語). Vol. 59. London: Smith, Elder & Co. pp. 155–156.
- Martin, John (23 September 2004). "Wallop, John, first earl of Portsmouth". Oxford Dictionary of National Biography (英語) (online ed.). Oxford University Press. doi:10.1093/ref:odnb/28582。 (要購読、またはイギリス公立図書館への会員加入。)